# Formica oregonensis
Formica oregonensis é uma espécie de formiga do gênero Formica, pertencente à subfamília Formicinae.